# Greblești
Greblești è un comune della Moldavia situato nel distretto di Strășeni di 755 abitanti al censimento del 2004.

## Località
Il comune è formato dall'insieme delle seguenti località (popolazione 2004):
- Greblești (627 abitanti)
- Mărtinești (128 abitanti)